# Râul Călugărul, Conțeasca
Râul Călugărul este unul afluent al râului Conțeasca. 